# بوزة تيزأب صفر (تشين)
بوزة تیزأب صفر (بالفارسية: پوزه تیزآب صفر) هي قرية تقع في إيران في قسم تشین الريفي. يقدر عدد سكانها بـ 21 نسمة بحسب إحصاء 2016.